# Palazzo Serlupi Caetani Lovatelli

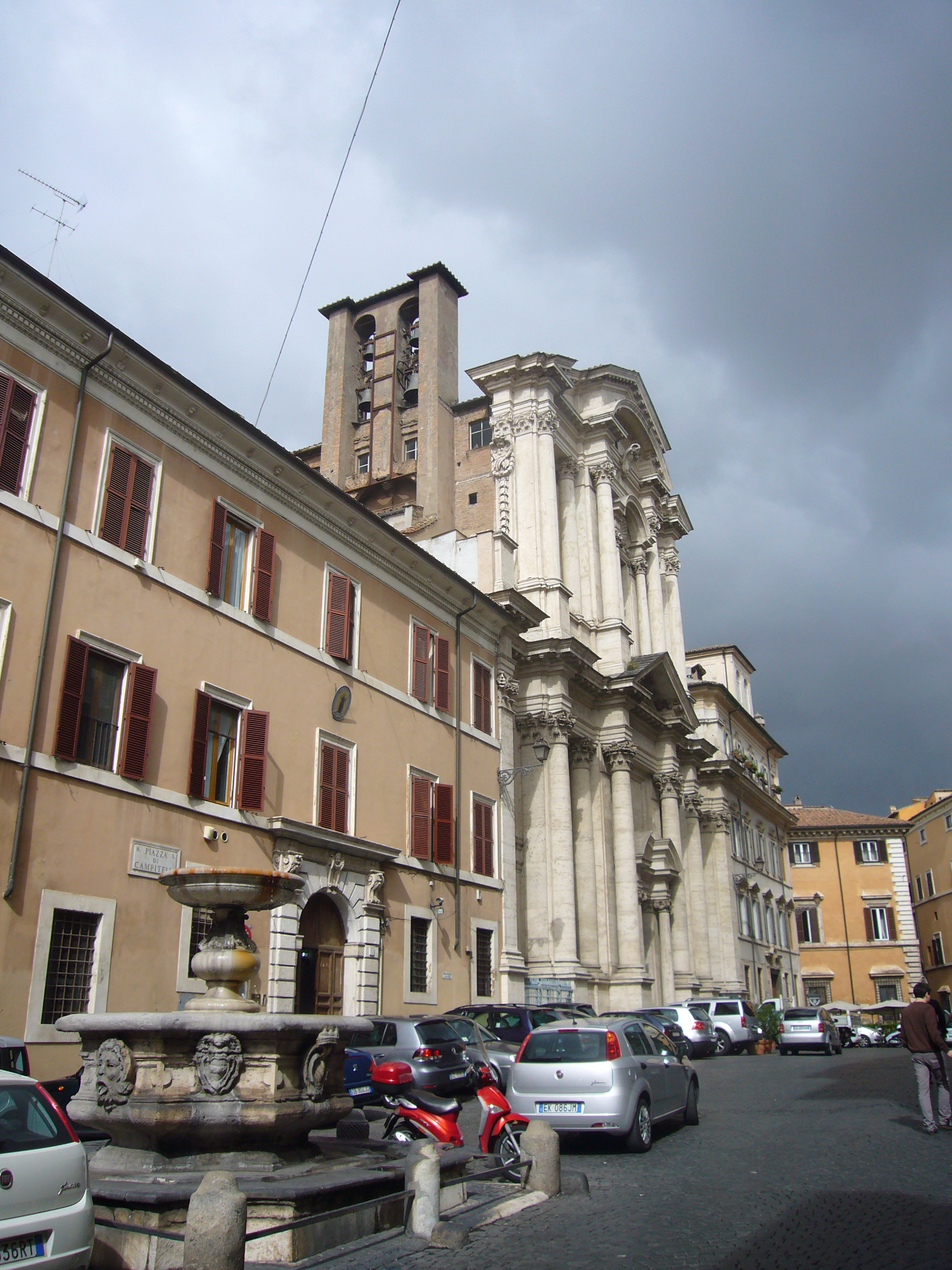
Vista da Piazza Campitelli com destaque para a igreja de Santa Maria in Campitelli. O Palazzo Serlupi Caetani Lovatelli é o palácio amarelo no fundo à direita.

Palazzo Serlupi Caetani Lovatelli, conhecido também como Palazzo Caetani Lovatelli, é um palácio maneirista com fachadas na Piazza Campitelli e na Piazza Lovatelli, no rione Campitelli de Roma.

## História
O palácio foi construído em 1580 por ordem de Gianfilippo Serlupi no local onde ficavam algumas residências do século XV de sua família. O projeto provavelmente é de Giacomo Della Porta, que não viveu para ver o final da construção, que só ocorreu em 1619 por causa de uma intervenção do irmão de Gianfilippo, o monsenhor Girolamo Serlupi. No passado, os nomes dos dois decoravam os dois portais do edifício, o de Girolamo na Piazza Campitelli e o de Gianfilippo, na Piazza Lovatelli, que antigamente era conhecida como Piazza Serlupi. Contudo, atualmente os nomes estão ilegíveis e sobre os dois portais está a inscrição "CAETANI-LOVATELLI" e, sob o beiral, permanecem os símbolos heráldicos da família, as flores-de-lis. Em 1744, a família, que neste ínterim havia herdado o nome e os bens da família Crescenzi, venderam o palácio aos Ruspoli, que, por sua vez, o venderam, no século XIX, aos Lovatelli, originários de Ravena e parentes dos Caetani, uma das mais antigas famílias de Roma.
Neste palácio vivia a condessa Ersilia Caetani Lovatelli, filha de Michelangelo Caetani, uma das raras mulheres da Accademia dei Lincei. Sua sala de estar era frequentada por artistas e escritores da época, incluindo Carducci, Mommsen, Gregorovius, D'Annunzio, Zola e Liszt.

## Decoração
A fachada se apresenta em dois pisos, com janelas com arquitraves e com grades no térreo, apenas com arquitraves no primeiro piso e janelas menores no segundo. As esquinas estão decoradas com silhares rusticados de dois tamanhos distintos alternados e, na que está de frente para a Piazza Campitelli, está afixada uma pequena Madona de Giulio Bargellini, pintada no final do século XIX. A pintura, protegida por um vidro, está numa moldura oval de mármore com borda decorada por folhagens e apoiada sobre uma pequena cabeça de anjo alada. 
Em escavações realizadas na fundação do palácio no século XIX foram encontradas evidências do antigo Pórtico de Filipo, construído por Lúcio Márcio Filipo, meio-irmão do imperador romano Augusto, depois de seu triunfo, celebrado em 33 a.C.. Era um quadripórtico similar ao Pórtico de Otávia, que ficava nas imediações e construído no mesmo ano. O pórtico, localizado entre a Piazza Lovatelli, Piazza Mattei, Piazza Costaguti e a Via del Portico di Ottavia, era utilizado principalmente para abrigar obras de arte, especialmente pinturas.